# یوسوپوو (شهرستان کیگینسکی، باشقیرستان)
یوسوپوو (انگلیسی: Yusupovo, Kiginsky District, Republic of Bashkortostan) یک شهرک در شهرستان کیگینسکی استان باشقیرستان کشور روسیه است.